# نيكول هيرنانديز هامر
Nicole Hernández Hammer (مولودة باسم Hernández Estrada) هي عالمة مناخ غواتيمالية أمريكية وناشطة تدرس ارتفاع مستوى سطح البحر والتأثيرات غير المتناسبة لتغير المناخ على المجتمعات الملونة. هي مناصرة المناخ لاتحاد العلماء المهتمين ونائب مدير سابق لمركز فلوريدا للدراسات البيئية.

## النشأة والتعليم
ولدت نيكول هيرنانديز لأوسكار هيرنانديز وماريا يوجينيا إسترادا نيكول،  في غواتيمالا. والدها متخصص في أمراض الرئة من أصل كوبي  ، ووالدتها الغواتيمالية توفيت في عام 2017. لديها شقيقان أحدهما الممثل أوسكار إسحاق. في سن الرابعة، هاجرت عائلتها إلى الولايات المتحدة. عاشت الأسرة في ولايات مختلفة قبل أن تستقر في فلوريدا. عندما كانت هامر رضيعة، تعرضت عائلتها لزلزال كبير وعندما كانت مراهقة في عام 1992، دمر إعصار أندرو منزل العائلة في ميامي، وبالتالي فقدوا كل شيء. حصلت على درجة البكالوريوس في العلوم الطبيعية المتكاملة من جامعة جنوب فلوريدا،  بالإضافة إلى ماجستير في علم الأحياء من جامعة فلوريدا أتلانتيك، وماجستير إدارة الأعمال من جامعة بالم بيتش أتلانتيك.

## البحث والوظيفة

### بحث
يركز بحث هامر على كيفية تأثير تغير المناخ على المجتمعات الملونة والمجتمعات ذات الدخل المنخفض. أشارت هامر إلى أن السكان اللاتينيين هم الأكثر عرضة لارتفاع مستوى سطح البحر مقارنة بالسكان الآخرين. مع هذه المعلومات، كانت مصممة على نشر الرسالة من خلال التوعية وإجراء مزيد من البحث. في عام 2013، كانت هامر جزءًا من مبادرة تقييم المناخ لجنوب شرق الولايات المتحدة لتقييم المزيد من الأضرار التي لحقت بالبنية التحتية بسبب ارتفاع مستوى سطح البحر.

### التوعية العامة
على مر السنين، أجرت العديد من المقابلات والمنشورات حول آثار ارتفاع مستوى سطح البحر على المجتمعات الملونة. هامر تشارك بشكل مباشر في التواصل مع عامة الناس؛ وهي نادمة لعدم تلقي المزيد من دورات علم النفس في الكلية لأن عملها يستلزم شرح تعقيدات تغير المناخ للناس العاديين. تمت مناقشة عملها في وسائل الإعلام بما في ذلك نيويورك تايمز ،  واشنطن بوست ،  نيويوركر ،  إن بي سي،  ناشيونال جيوغرافيك ،  وإن بي آر. في عام 2015، قدمت هامر للحاكم آنذاك ريك سكوت تقريرًا عن تأثيرات تغير المناخ في فلوريدا، لكن يُزعم أنها تلقت تعليمات من إدارته لإزالة كل ذكر لتغير المناخ (وهو ما ينفيه). في عام 2016، حضرت هامر مسيرة المناخ وتحدثت إلى العديد من شبكات الأخبار حول مدى أهمية تمويل الأبحاث من الحكومة لتتبع تغيرات الأرض من تغير المناخ. كانت أيضًا عضو لجنة لـ Amy Poehler's Smart Girls حيث تحدثت عن التأثيرات غير المتكافئة لتغير المناخ على المجتمعات الملونة. بشكل عام، تتحدث عن مدى أهمية مشاركة الحكومة في مكافحة تغير المناخ للأجيال القادمة.
بالإضافة إلى ذلك، قامت هامر بالتوعية في المجال السياسي أيضًا. تحدثت في المؤتمر الوطني الديمقراطي في يونيو 2016، حول كيف أن تغير المناخ هو مصدر قلق فوري للبلاد من خلال آثار ارتفاع مستويات سطح البحر على المجتمعات اللاتينية الضعيفة. وقد أبلغت عن الإجراءات المباشرة التي يمكن للحكومة اتخاذها للتخفيف من ضغوط ارتفاع منسوب مياه البحر والتلوث على المجتمعات اللاتينية.
يمتد وصولها العام أيضًا إلى المجتمعات اللاتينية لجعل معلومات تغير المناخ متاحة أكثر لمن هم في أمس الحاجة إليها. أثناء عملها في Moms Clean Air Force ، عملت على تطوير مواد التوعية الإسبانية بشأن تغير المناخ حتى يتمكن الأفراد من تسليح أنفسهم بالمعلومات التي يحتاجون إليها لحماية أنفسهم. بالإضافة إلى ذلك، أثناء عملها في اتحاد العلماء المهتمين، وهي منظمة غير ربحية تُطلع الناس على تغير المناخ، قادت مشاريع التكيف مع تغير المناخ ليس فقط للمجتمعات اللاتينية ولكن لجميع المجتمعات. هدفها هو المساعدة في اطلاع الناخبين اللاتينيين على قضايا تغير المناخ وتمكينهم من التحدث إلى مسؤوليهم المحليين.

### الأوسمة والجوائز
في عام 2015، قامت السيدة الأولى ميشيل أوباما بدعوة هامر إلى State of the Union Address من قبل لنشر الوعي حول تغير المناخ وتأثيراته على المجتمعات الملونة.

## الحياة الشخصية
تعيش هامر الآن في رود آيلاند. هي وزوجها لديهما ابن. تنسب هامر الفضل إلى والدتها لغرسها فيها الحاجة إلى حماية البيئة.